# Veronica urticifolia
Veronica urticifolia är en grobladsväxtart som beskrevs av Nikolaus Joseph von Jacquin. Veronica urticifolia ingår i släktet veronikor, och familjen grobladsväxter. Inga underarter finns listade i Catalogue of Life.

## Bildgalleri

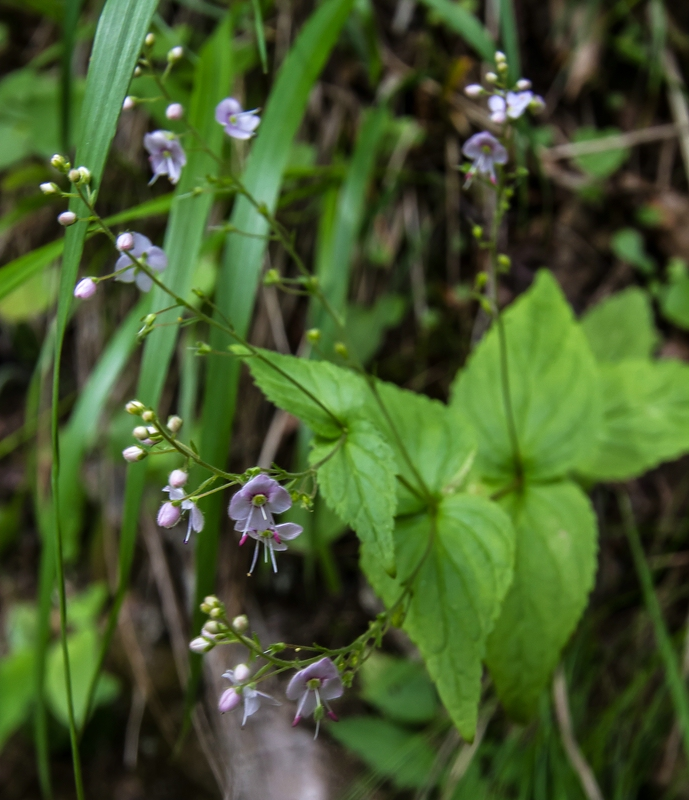
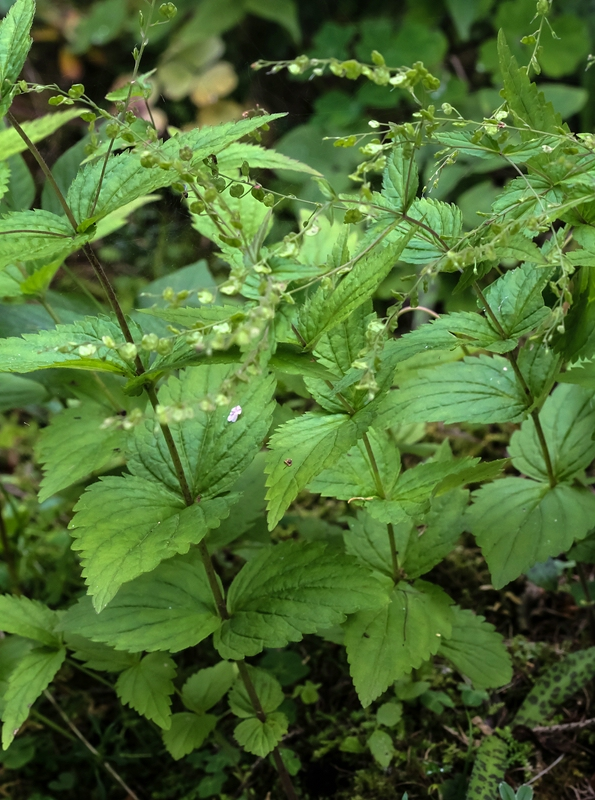
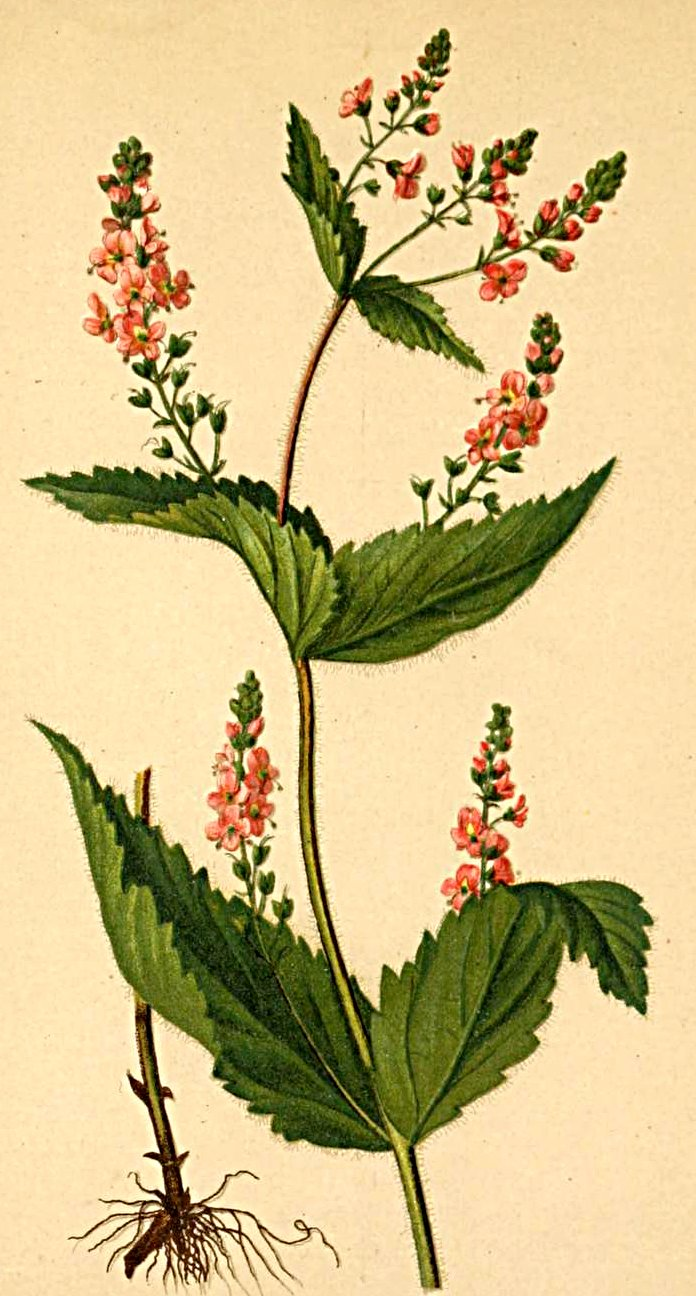
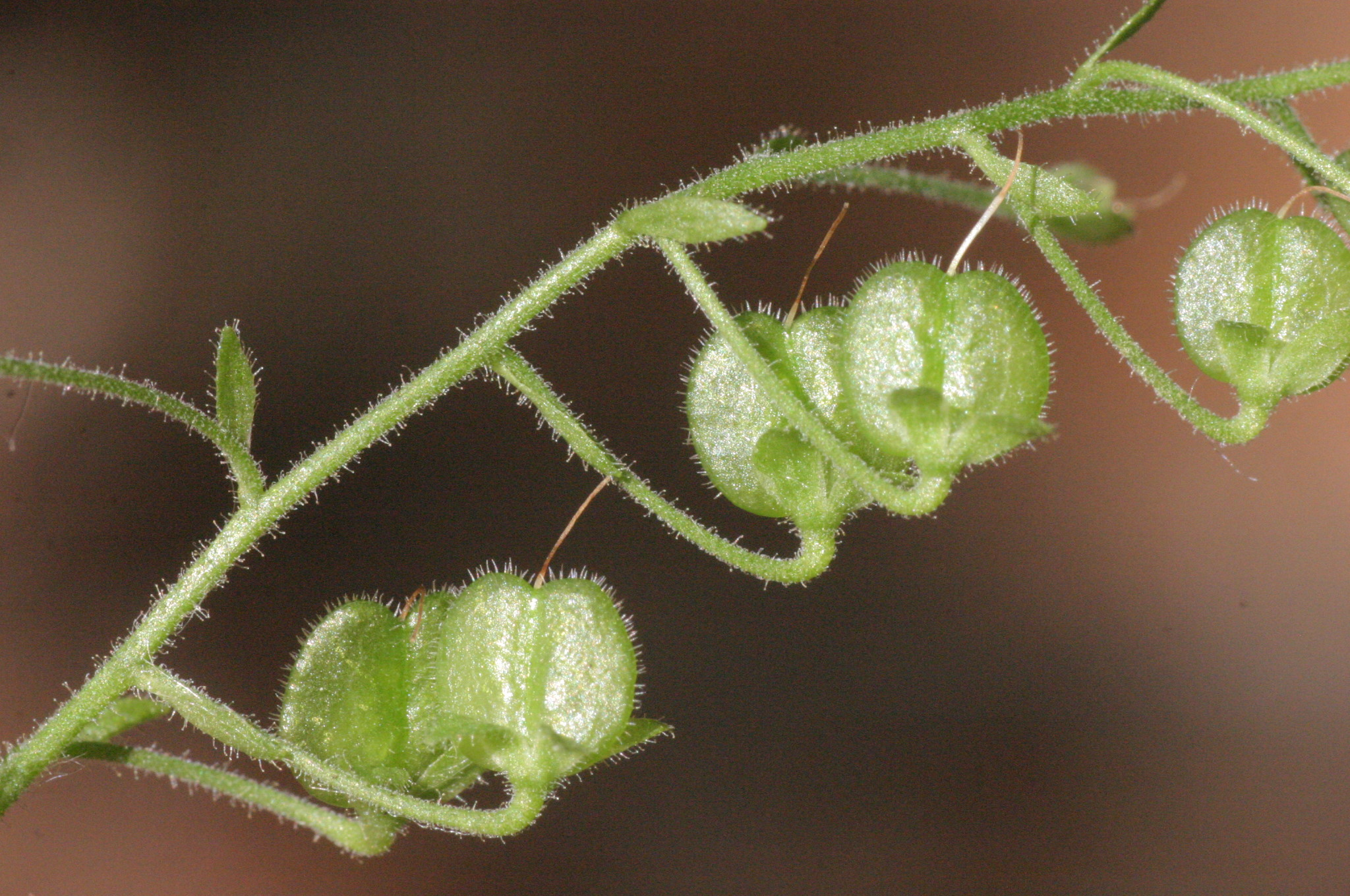
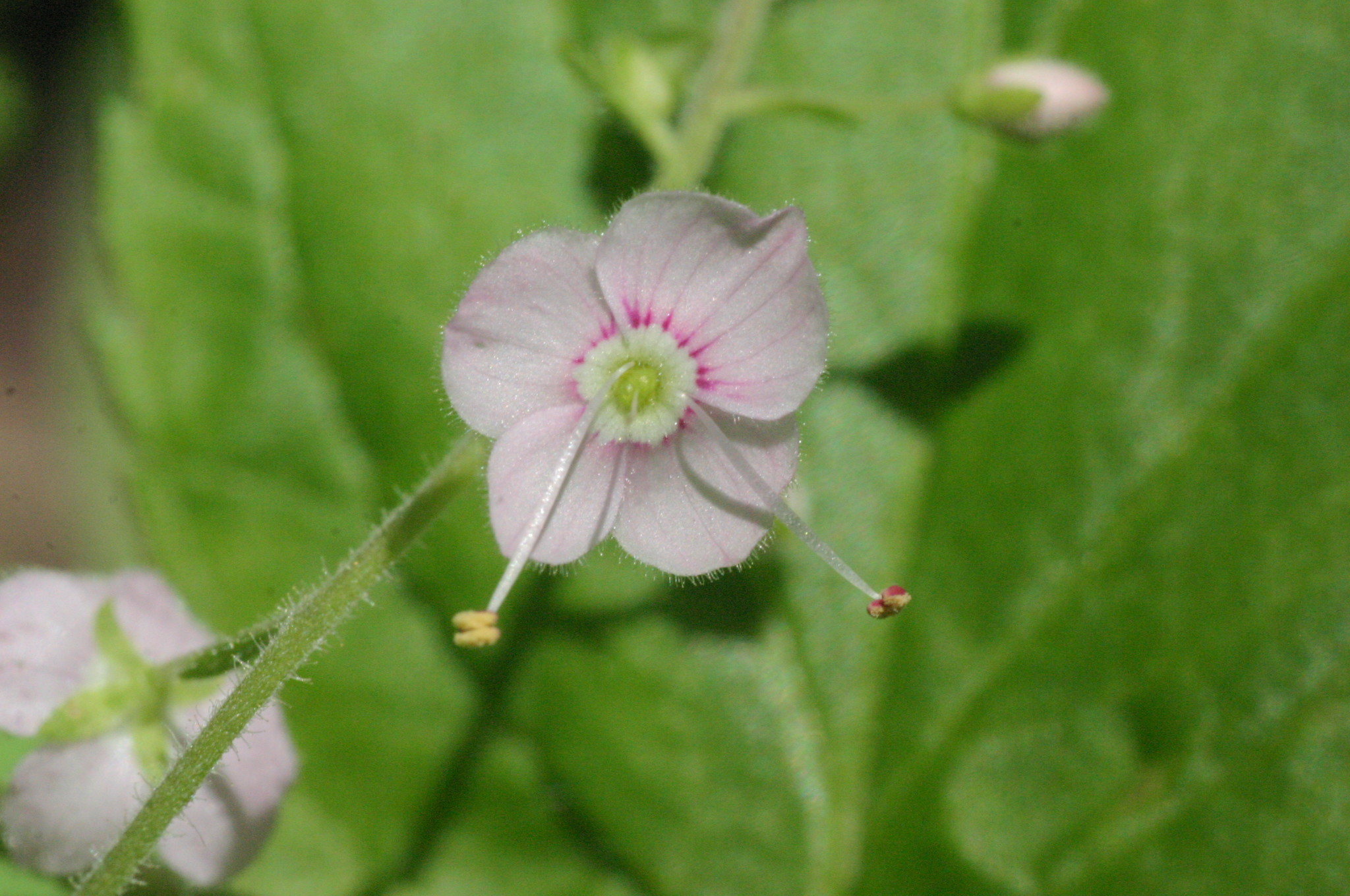
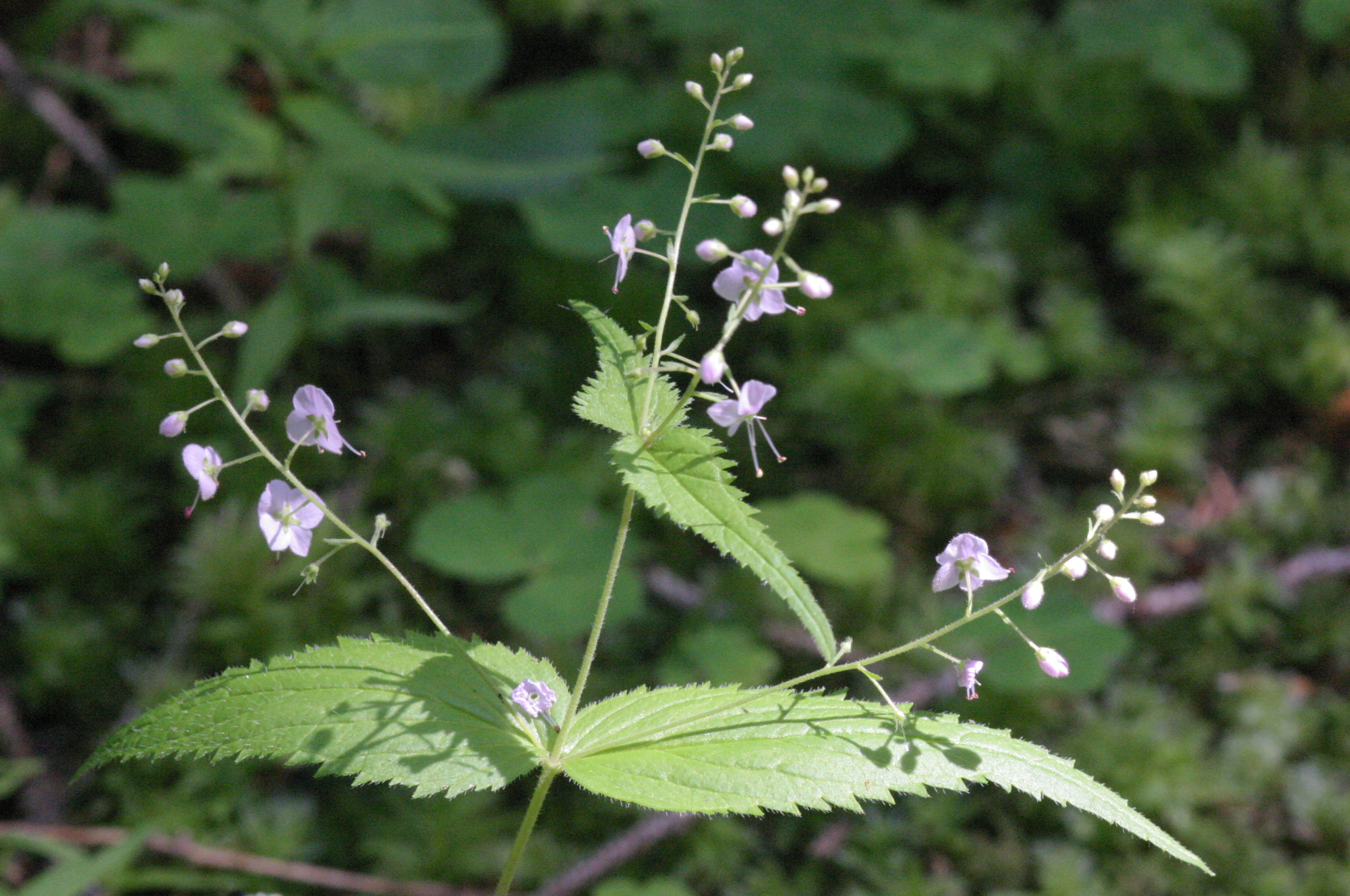